# Rexel Fabriga
Rexel Ryan Fabriga (* 2. Oktober 1985 in Zamboanga City) ist ein ehemaliger philippinischer Wasserspringer. Er startete im 10-m-Turm- und Synchronspringen.
Fabriga kam mit elf Jahren erstmals zum Wasserspringen. Seit 1998 trainierte er unter Nestor Anselmo in Manila. Seine ersten Erfolge feierte Fabriga im Jahr 2003, als er bei den Südostasienspielen im Einzel- und Synchronwettbewerb vom Turm Gold gewinnen konnte. Im folgenden Jahr qualifizierte er sich zwar für die Olympischen Spiele 2004, wurde von seinem Verband jedoch nicht nominiert. Seine besten Platzierungen erreichte Fabriga schließlich bei den Asienspielen 2006 in Doha. Vom Turm erreichte er im Einzel Rang sechs, im Synchronwettbewerb wurde er mit Jaime Asok Vierter. In Peking bestritt er im Jahr 2008 schließlich seine ersten Olympischen Spiele. Im Einzel vom Turm belegte er Rang 28. Letztmals startete Fabriga weitere zwei Jahre später bei den Asienspielen in Guangzhou bei einer großen Meisterschaft. Mit Asok nahm er im 10-m-Synchronspringen teil, das Duo beendete den Wettkampf jedoch nicht.